# فیلیپه ملو
فیلیپه ملو (به پرتغالی: Felipe Melo Vicente de Carvalho) (متولد ۲۶ ژوئن ۱۹۸۳) بازیکن بازنشسته فوتبال برزیل است‌.
فیلیپه ملو در تاریخ ۲۴ ژانویه ۲۰۲۵ در سن ۴۱ سالگی از فوتبال خداحافظی کرد.
فیلیپه ملو سابقهٔ بازی در تیم‌های فلامینگو ٬ کروزیرو ٬ گرمیو ٬ رئال مایورکا ٬ریسینگ سانتاندر ٬ آلمریا و فیورنتینا را دارد.وی در سال ۲۰۰۹ به تیم یوونتوس پیوست.
وی در سال 2015 به اینتر میلان ایتالیا پیوست.وی در جام جهانی ۲۰۱۰ عضو تیم ملی فوتبال برزیل بوده است. ۲۲ بازی و ۲ گل ملی در کارنامه او دیده میشود.